# Herenni Ponci
Herenni Ponci o Herenni Ponti (en llatí Herennius Pontius) fou el pare de Gai Ponci.
Era un home vell de Caudium quan el seu fill va derrotar els romans prop de la ciutat el 321 aC a la batalla de les Forques Caudines. El seu fill, que era el cap dels samnites li va demanar consell. Segons explica l'historiador Titus Livi, Gai Ponci no sabia com procedir amb l'exèrcit capturat i va escriure una carta al seu pare Herenni per demanar-li consell. Aquest li va dir que alliberés els romans i fes un pacte d'aliança amb ells. Ponci li va enviar una altra carta dient-li que no li agradava aquesta idea. Herenni llavors li va dir que fes executar tots els captius però que això destruiria durant molt de temps qualsevol possibilitat de reconciliació amb Roma. Gai Ponci sabia que el nombre de romans era massa gran i, en comptes de complir amb la segona proposta del seu pare, el va fer portar davant d'ell i van discutir en persona si seria bo prendre una decisió entremig. Herenni el va advertir que deixant-los anar sense possibilitat de fer les paus només serviria perquè se sentissin humiliats i busquessin revenja.
Gai Ponci no va fer cas dels consells del seu pare i va humiliar els romans fent-los passar sota un jou format amb llances romanes en senyal de submissió i els va deixar lliures. Els romans, comandats per Quint Fabi Màxim Rul·lià van tornar a enfrontar-se amb Gai Ponci, el van vèncer i van fer presoner Herenni i el seu fill, els van portar a Roma on van desfilar carregats de cadenes en el triomf celebrat i després van ser executats.
Segons Ciceró, Herenni Ponci havia estat amic d'Arquites de Tàrent. Una tradició diu que Nearc de Tàrent havia escrit un diàleg on intervenien Herenni Ponci, Arquites i Plató.